# مایکل پاتس
مایکل پاتس بازیگر آمریکایی است که در سریال‌هایی همچون سیم و کاراگاه حقیقی نقش‌آفرینی نموده است.
او همچنین در فیلم اینجا و الان، اندازه انتقام بازی کرده است.

## پیوند
- مایکل پاتس در بانک اطلاعات اینترنتی فیلم‌ها